# アチョリ語
アチョリ語（アチョリご、Acholi）は、ナイル・サハラ語族の西ナイル語群に属する言語である。話者は、ウガンダ北部のアチョリ地方（キトグム県、グル県、パデル県）および南スーダン南部に居住するアチョリの人々である。全世界でアチョリ語の話者はおよそ773,800人（1996年調査）である。
アルール語（Alur）、ランゴ語（Lango）とは語彙の共通点が84%-90%あり、相互理解性がある。